# Cancúni nemzetközi repülőtér
A Cancúni nemzetközi repülőtér (spanyol nyelven: Aeropuerto Internacional de Cancún) (IATA: CUN, ICAO: MMUN) Mexikó egyik legjelentősebb nemzetközi repülőtere. Éves utasforgalma 30 342 961 fő (2022).

## Légitársaságok és úticélok
2024-ben a Cancúni nemzetközi repülőtérről az alábbi járatok indulnak:

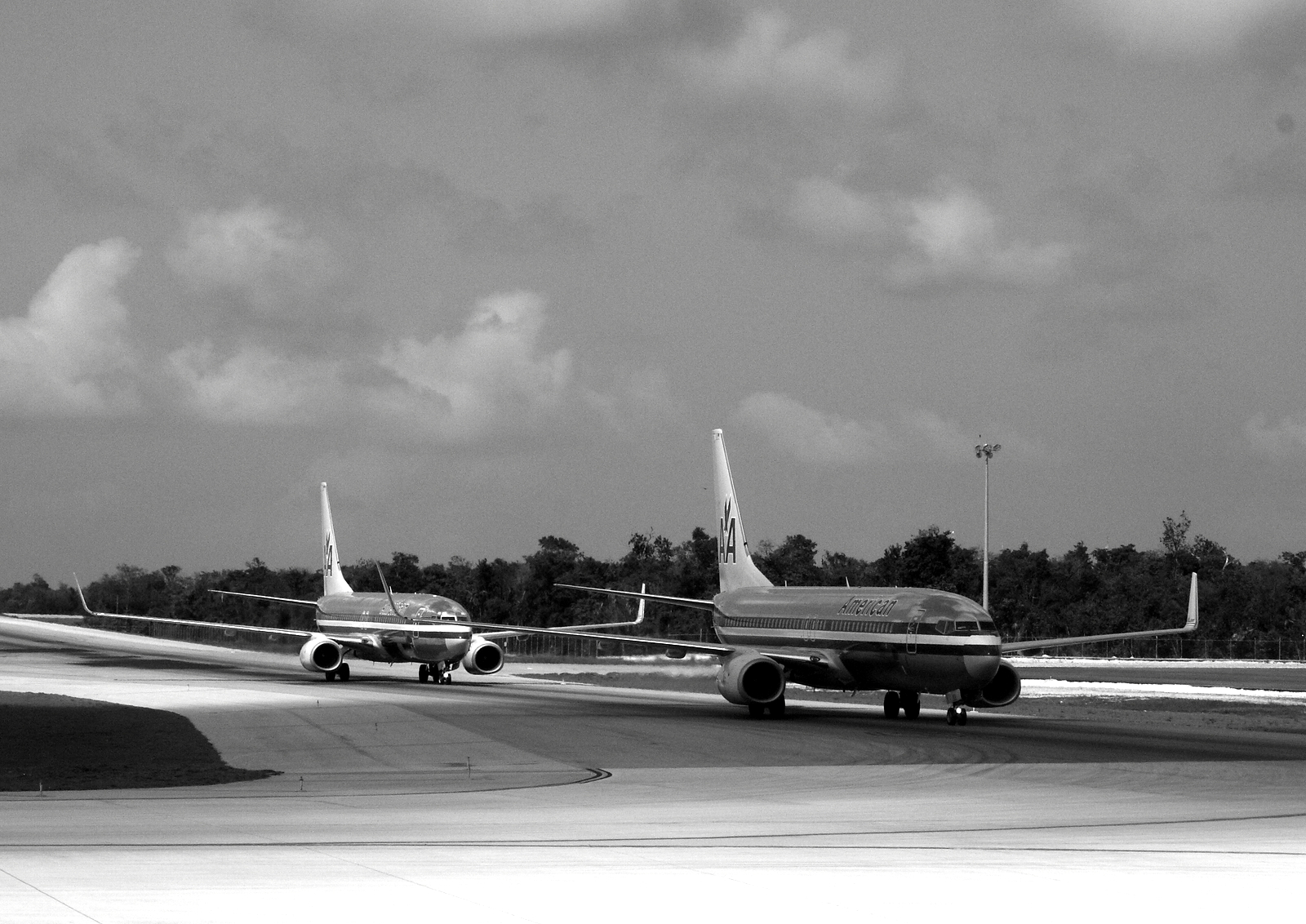
Két American Airlines Boeing B737 a repülőtéren

### Személy
| Légitársaság           | Célállomások |
| ---------------------- | --- |
| Aerolíneas Argentinas  | Buenos Aires–Ezeiza |
| Aeroméxico             | Mexico City, Mexico City–AIFA |
| Aerus                  | Chetumal, Cozumel, Mérida |
| Air Canada             | Vancouver Szezonális: Edmonton, Montréal–Trudeau, Toronto–Pearson, Winnipeg |
| Air Canada Rouge       | Montréal–Trudeau, Toronto–Pearson Szezonális: Halifax, Ottawa, Quebec City (újrakezdődik 2024. október 31-től) |
| Air Caraïbes           | Párizs–Orly |
| Air Europa             | Madrid |
| Air France             | Párizs-Charles de Gaulle repülőtér |
| Air Transat            | Montréal–Trudeau, Québec City, Toronto–Pearson Szezonális: Halifax, London (ON), Moncton, Ottawa |
| Alaska Airlines        | Los Angeles, Seattle/Tacoma Szezonális: Kansas City (kezdődik January 18, 2025), Portland (OR), San Francisco |
| American Airlines      | Austin, Boston, Charlotte, Chicago–O'Hare, Dallas/Fort Worth, Miami, New York–JFK, Philadelphia, Phoenix–Sky Harbor Szezonális: Cincinnati, Columbus–Glenn, Indianapolis, Kansas City, Los Angeles, Nashville, Pittsburgh, Raleigh/Durham, St. Louis                                                     |
| Arajet                 | Punta Cana (kezdődik 2024. október 27-től), Santo Domingo–Las Américas |
| Austrian Airlines      | Szezonális: Bécs |
| Avelo Airlines         | Hartford (kezdődik 2024. november 16-tól) |
| Avianca                | Bogotá, Medellín–JMC |
| Avianca Costa Rica     | San José (CR) |
| Avianca El Salvador    | Guatemala City, San Salvador |
| British Airways        | London–Gatwick |
| Canada Jetlines        | Toronto–Pearson |
| Condor                 | Frankfurt |
| Conviasa               | Caracas |
| Copa Airlines          | Panama City–Tocumen |
| Delta Air Lines        | Atlanta, Boston, Detroit, Los Angeles, Minneapolis/St. Paul, New York–JFK, Salt Lake City, Seattle/Tacoma Szezonális: Cincinnati, Raleigh/Durham |
| Discover Airlines      | Szezonális: Frankfurt |
| Edelweiss Air          | Zürich |
| Flair Airlines         | Toronto–Pearson Szezonális: Calgary, Edmonton, Kitchener/Waterloo, London (ON), Montréal–Trudeau, Vancouver |
| Frontier Airlines      | Atlanta, Chicago–O'Hare, Cincinnati, Cleveland, Denver, Orlando, Philadelphia, St. Louis Szezonális: Dallas/Fort Worth |
| Gol Transportes Aéreos | Brasília (újrakezdődik 2024. december 10-től) |
| Iberojet               | Madrid Szezonális: Barcelona, Lisszabon |
| JetBlue                | Boston, Fort Lauderdale, New York–JFK, Newark, Orlando, Raleigh/Durham (vége 2024. október 26-tól), San Juan (kezdődik 2024. október 28-tól), Tampa |
| KLM                    | Szezonális: Amszterdam |
| LATAM Brasil           | São Paulo–Guarulhos |
| LATAM Chile            | Santiago de Chile |
| LATAM Perú             | Lima |
| LOT                    | Charter: Katowice, Poznań Szezonális charter: Varsó–Chopin |
| Lufthansa              | Frankfurt |
| Magnicharters          | Guadalajara, León/El Bajío, Mexico City, Monterrey Szezonális charter: Aguascalientes, Chihuahua, Mérida, Nuevo Laredo, Puebla, Querétaro, San Luis Potosí |
| Neos                   | Milánó–Malpensa, Róma–Fiumicino, Verona |
| Sky Airline Peru       | Lima |
| Southwest Airlines     | Atlanta, Austin, Baltimore, Chicago–Midway, Chicago–O'Hare, Denver, Houston–Hobby, Indianapolis, Kansas City, Nashville, New Orleans, Orlando, Phoenix–Sky Harbor, St. Louis Szezonális: Columbus–Glenn, Pittsburgh, San Antonio                                                                         |
| Spirit Airlines        | Baltimore, Chicago–O'Hare, Dallas/Fort Worth, Detroit, Fort Lauderdale, New Orleans, Orlando, Philadelphia |
| Sun Country Airlines   | Minneapolis/St. Paul Szezonális: Dallas/Fort Worth, Harlingen, Milwaukee, San Antonio |
| Sunwing Airlines       | Toronto–Pearson |
| TAP Air Portugal       | Szezonális: Lisszabon |
| Tropic Air             | Belize City |
| TUI Airways            | Birmingham (UK), London–Gatwick, Manchester Szezonális: Dublin, Edinburgh, Glasgow, Newcastle upon Tyne Szezonális charter: Koppenhága, Göteborg, Helsinki, Oslo, Stockholm–Arlanda |
| TUI fly Belgium        | Brüsszel |
| TUI fly Netherlands    | Amszterdam |
| Turkish Airlines       | IsztambulSablon:Ref |
| United Airlines        | Chicago–O'Hare, Cleveland, Denver, Houston–Intercontinental, Los Angeles, Newark, San Francisco, Washington–Dulles |
| Viva Aerobus           | Bogotá, Camagüey, Chihuahua, Ciudad Juárez, Guadalajara, Havana, Holguín, León/El Bajío, Mexico City, Mexico City–AIFA, Monterrey, Puebla, Querétaro, Reynosa, Santa Clara, Tampico, Tijuana, Toluca/Mexico City, Torreón/Gómez Palacio, Tuxtla Gutiérrez, Veracruz, Villahermosa Szezonális: Cincinnati |
| Volaris                | Aguascalientes, Ciudad Juárez, Guadalajara, Guatemala City, Hermosillo, León/El Bajío, McAllen, Mexico City, Mexico City–AIFA, Monterrey, Morelia, Oaxaca, Puebla, Querétaro, San José (CR), San Luis Potosí, Tijuana, Toluca/Mexico City, Tuxtla Gutiérrez                                              |
| Volaris Costa Rica     | San José (CR) |
| Volaris El Salvador    | San Salvador |
| Wamos Air              | Madrid |
| WestJet                | Calgary, Edmonton, Toronto–Pearson, Vancouver Szezonális: Halifax, Kelowna, Regina, Saskatoon, Victoria, Winnipeg |
| Wingo                  | Bogotá, Medellín–JMC |
| World2Fly              | Madrid Charter: Lisszabon |

Jegyzetek
↑ 1 1 A TUI fly Belgium Brüsszelből Cancúnba közlekedő járata Havannában is megáll; a légitársaság azonban nem rendelkezik forgalmi jogokkal Havanna és Cancún között.
↑ 2 2 A Turkish Airlines Isztambulból Cancúnba közlekedő járata Mexikóvárosban is megáll; a légitársaság azonban nem rendelkezik helyi közlekedési jogokkal Mexikóváros és Cancún között.

### Cargo
| Légitársaság           | Célállomások                                  |
| ---------------------- | --------------------------------------------- |
| Amerijet International | Belize City, Ciudad del Carmen, Mérida, Miami |
| Estafeta Carga Aérea   | Mérida, Miami                                 |
| FedEx                  | Mérida, Miami                                 |

## Futópályák
A repülőtér futópályái:
- 12L/30R (2800 m, 45 m, aszfalt)
- 12R/30L (3500 m, 60 m, aszfalt)

## Forgalom
Az utasforgalom az elmúlt években az alábbi módon változott:
| Utasok száma | 6 969 733 | 7 717 969 | 10 010 707 | 11 340 027 | 12 439 266 | 14 463 435 | 19 596 485 | 25 202 016 | 12 259 148 | 32 750 413 |
|              | 1999      | 2002      | 2004       | 2007       | 2010       | 2012       | 2015       | 2018       | 2020       | 2023       |